# Население Сьерра-Леоне

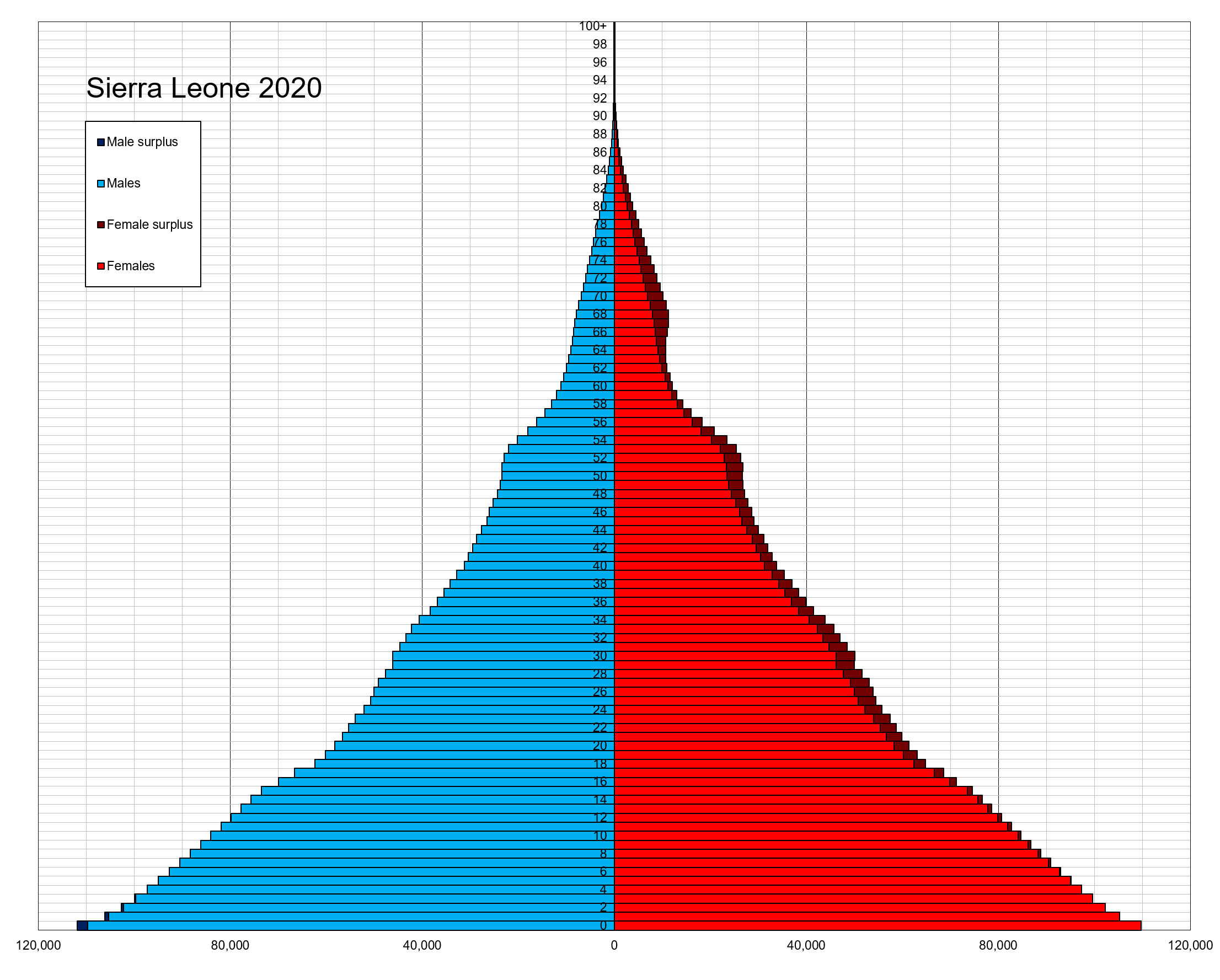
Возрастно-половая пирамида населения Сьерра-Леоне на 2020 год

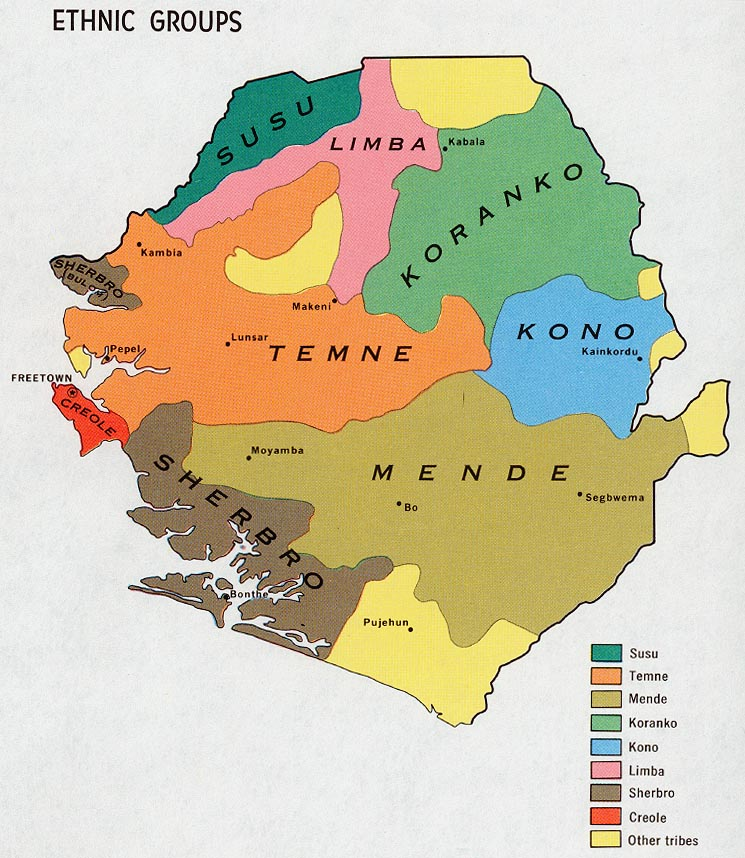
Основные этнические группы Сьерра-Леоне

Население Сьерра-Леоне по оценочным данным на 2014 год составляет 5 743 725 человек. Средняя плотность населения составляет 80,1 чел/км².
Население Сьерра-Леоне составляют 18 основных этнических групп. Преобладающими этническими группами являются темне (35 %) и менде (31 %). По оценочным данным на 2015 год 78,0 % населения исповедуют ислам и 20,9 % — христианство. Оставшиеся 1,1 % населения являются приверженцами традиционных африканских религий.
Официальным языком Сьерра-Леоне является английский, а наиболее распространённым языком — креольский язык крио, который используется повсеместно в качестве лингва-франка. Другие распространённые языки — менде и темне.

## Основные статистические данные
- Возрастная структура:
  - до 14 лет: 41,9 %
  - от 15 до 64 лет: 54,4 %
  - более 64 лет: 3,7 %.

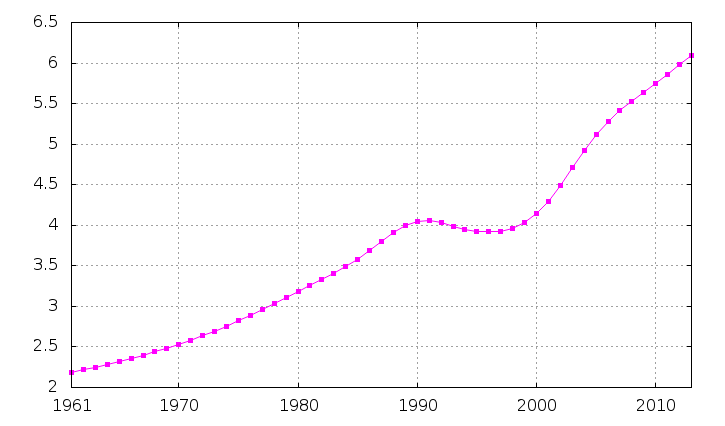
График динамики численности населения Сьерра-Леоне с 1961 по 2003 год

- Уровень прироста населения: 2,33 % (на 2014 год)
- Рождаемость: 38,12 на 1000 человек (на 2012 год)
- Смертность: 11,49 на 1000 человек (на 2012 год)
- Половая структура:
  - всё население: 94 мужчины на 100 женщин
  - до 15 лет: 99 мужчин на 100 женщин
  - от 15 до 64 лет: 92 мужчины на 100 женщин
  - более 64 лет: 78 мужчин на 100 женщин
- Детская смертность: 73,29 на 1000 новорождённых
- Материнская смертность: 890 на 100 000 родов (на 2010 год)
- Средняя продолжительность жизни:
  - всё население: 56,55 лет
  - мужчины: 54,09 лет
  - женщины: 59,11 лет (на 2012 год)
- Фертильность: 4,83 детей на 1 женщину
- Плотность врачей: 0,016 врачей на 1000 человек (на 2008 год)
- ВИЧ-инфицированные: 1,6 % взрослого населения (на 2009 год)
- Уровень эмиграции: −3,86 эмигранта на 1000 населения (на 2012 год)
- Уровень грамотности:
  - всё население: 35,1 %
  - мужчины: 46,9 %
  - женщины: 24,4 % (на 2004 год)